# Donaubrücke Straubing
Die Donaubrücke Straubing, auch als Straßenbrücke Reibersdorf bezeichnet, überspannt in Niederbayern östlich von Straubing südwestlich von Reibersdorf die Donau und deren beidseitigen Vorlandbereiche. Sie überführt als Teil der Ortsumgehung die Bundesstraße 20 mit zwei Fahrstreifen und wurde in den Jahren 1974 bis 1977 errichtet. Der 614,54 m lange Brückenzug weist als Strombrücke eine Stabbogenbrücke mit 200 m Stützweite auf und besitzt bei einer im Grundriss fast geraden Trassierung ein einseitiges Quergefälle von 2,5 %.

## Lage
Die Brücke verläuft fast exakt in Nord-Süd-Richtung und befindet sich, mit Ausnahme der südlichen Vorlandbrücke, vollständig auf dem Gebiet der Gemeinde Parkstetten, Landkreis Straubing-Bogen, nahe dem Ortsteil Reibersdorf. Die nördliche Vorlandbrücke überspannt den Polder Reibersdorf. In Bezug zur Donau befindet sich die Brücke bei Kilometer 2317,0 der internationalen Kilometrierung des Flusses.

## Beschreibung

### Strombrücke
Über der Donau ist eine stählerne Stabbogenbrücke mit einer Stützweite von 200 m angeordnet. Die vertikalen Bögen haben einen Bogenstich von 31,2 m. Die Stahlbögen besitzen geschweißte Kastenprofile mit 0,8 m Breite und 1,244 m Höhe bei einem Achsabstand von 15,5 m. Sie sind durch einen pfostenlosen Verband sowie Portalriegel miteinander verbunden. Über die Bögen werden die beiden außenliegenden 2,38 m hohen und 0,8 m breiten Versteifungsträger mit je 12 Hängern, die aus Rundstahlprofilen mit maximal 125 mm Durchmesser bestehen, abgetragen. Die orthotrope Fahrbahnplatte aus Stahl wird durch Querträger in Abständen von 5,13 m gestützt.

### Vorlandbrücken
Am nördlichen Donauufer ist eine 355,85 m lange, fünffeldrige Vorlandbrücke angeordnet, am südlichen Ufer eine 55,25 m lange einfeldrige Konstruktion. Beide Bauwerke lagern mit der Strombrücke auf Trennpfeilern mit 2,3 m Lagerachsabstand. Die Vorlandbrücken sind fugenlose Spannbetonkonstruktionen. In Querrichtung besitzt der Überbau einen zweistegigen Plattenbalkenquerschnitt mit einer 15,0 m breiten und in der Brückenachse 28 cm dicken Fahrbahnplatte. Die 60 bis 70 cm breiten Stege sind in einem Abstand von 7,5 m angeordnet. In den Lagerachsen sind Querscheiben vorhanden. Mit einer konstanten Konstruktionshöhe von 2,93 m betragen die Stützweiten bei der Vorlandbrücke-Nord in den Endfeldern 63,2 m und in den drei mittleren Öffnungen 76,1 m. Die Vorlandbrücke-Süd spannt 55,24 m weit.

### Brückenskulptur

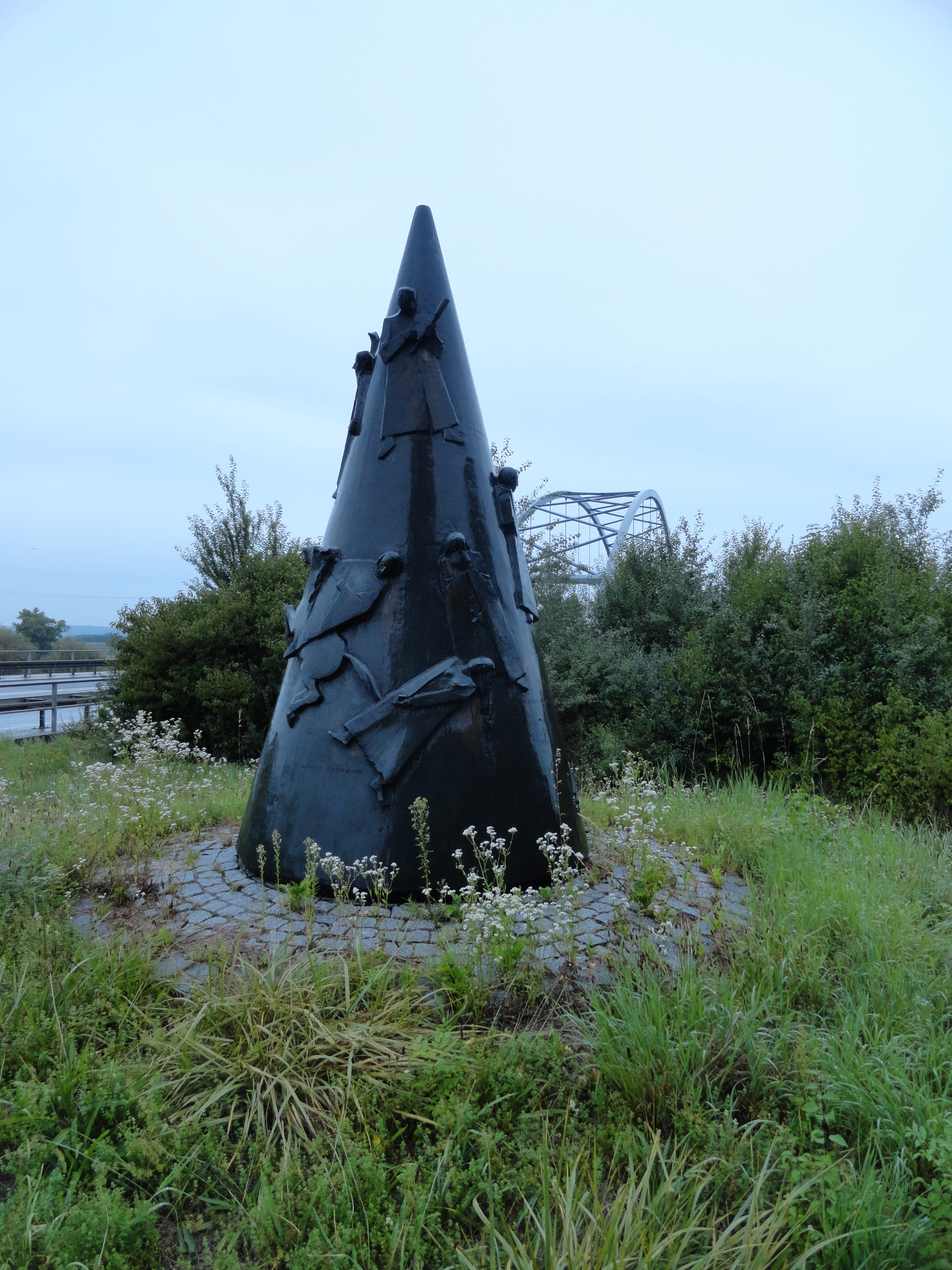
Brückenskulptur am Südufer

Neben dem ehemaligen Parkplatz der östlichen Fahrbahn am Südufer befindet sich die über mannsgroße Bronzeskulptur Geschichtskegel des Künstlers Rolf Nida-Rümelin mit Abbildungen historischer Persönlichkeiten aus Straubing.

## Geschichte

### Bauausführung
Die Überbauten der Spannbetonbrücken wurden mit versetzbaren Lehrgerüsten hergestellt. Die stählerne Stabbogenbrücke wurde in Teilen angeliefert. Zuerst wurden auf der nördlichen Vorlandbrücke die Versteifungsträger mit der Fahrbahnplatte montiert und abschnittsweise über fünf Hilfsstützen eingeschoben. Anschließend folgte die Montage des Bogens mit abschnittsweisem Einschieben über die als Verschubbahn dienenden Versteifungsträger.

### Generalsanierung
Seit 2016 wird eine mit 4,5 Millionen Euro angesetzte Generalsanierung durchgeführt, die bis Herbst 2017 abgeschlossen sein soll. Die Sanierung der südlichen Vorlandbrücke ist abgeschlossen, die Sanierung der Strombrücke dauert noch an. Hierbei werden auch die Längsträger der Strombrücke an deren Unterseite durch 28 Millimeter dicke Bleche verstärkt. Die nördliche Vorlandbrücke ist wegen Korrosionsschäden an den Spanngliedern nicht sanierbar und soll durch einen Neubau ersetzt werden.

## Erweiterungsplanung
Im Zuge von Hochwasserschutzmaßnahmen wurde am Nordufer eine Deichrückverlegung um 240 Meter vorgenommen, wodurch der Straßendamm nun bei Hochwasser ein Abfußhindernis darstellt. Deshalb gibt es Planungen zur Erweiterung der Brückenanlage nach Norden durch den Neubau einer Brücke aus drei Feldern.